# Scomberomorus brasiliensis
Scomberomorus brasiliensis es una especie de peces de la familia Scombridae en el orden de los Perciformes.

## Morfología
• Los machos pueden llegar alcanzar los 125 cm de longitud total y los 6,710 g de peso.

## Distribución geográfica
Se encuentra en el  Atlántico occidental: desde Belice hasta Rio Grande do Sul (Brasil ).